# Ravne, Škofiče
Ravne (nemško Raunach) je naselje v Občini Škofiče v Okraju Celovec-dežela na Koroškem v Avstriji.